# Мина Ћирић
Мина Ћирић (Београд, 14. март 1994) српски је кореограф, драматург, савремени плесач, драмски писац и сценариста.

## Биографија
Завршила је нижу и средњу Музичку школу „Јосип Славенски”, одсеке за клавир и теоретски одсек, као и и XIV београдску гимназију. Дипломирала је драматургију на Факултету драмских уметности и кореографију на Институту за уметничку игру у Београду.
Београдска филхармонија је реализовала њен сценарио Здраво, ми смо оркестар у циклусу за предшколце.
Чланица је ASSITEJ интернационалне асоцијације позоришта за децу. Водила је ансамбл Академског позоришта Бранко Крсмановић.
Имала је ауторску рубрику FOMO на порталу Remarker Media. Радила је као сарадник на програму Хартефакт фондације где осваја другу награду на конкурсу.
Поред уметничког рада бави се и маркетингом (агенција Drive, McCann група; недељник Време).
Члан је Удружења драмских уметника Србије УДУС.

## Награде
- Плакета „Александар Израиловски“ на Фестивалу кореографских минијатура 2021.
- Награда за најбољу представу у целини „Танки зидови“, на такмичењу „Кулиса“ 2019.
- Награда „Слободан Селенић“ за најбољу дипломску драму на Факултету драмских уметности 2019.

## Дела

### Позориште
- Здраво, ми смо оркестар, драма за децу писана за глумицу и оркестар (аутор; Београдска филхармонија 2016) [4]
- Аутор текста "Све што нико не сме" (13. фестивал „"Звездариште“), УК Вук [4] (2016)
- Трамвај звани самоћа, коауторка текста за омнибус представу. Режија: Стеван Бодрожа. Продукција: УК Вук (2017) [1]
- "О(п)станак", аутор текста документарне драме настале на основу интервјуа са женама жртвама породичног насиља. (2017) [3]
- Аутор текста “Нисам крива”, изведеног на Интернационални дан борбе против жртава породичног и партнерског насиља (25. новембар). Премијера: ДАДОВ. Режија: Владан Ђурковић (2017)
- "На пола пута", аутор текста за дечију представу “Принцеза на зрну грашка”, засновану на истоименој бајци Ханса Кристијана Андерсена. Режија: Маја Кулунџија, за позоришну сцену Дома културе Раковица (2017)[4]
- Ко-аутор текста представе Трезнилиште (по драмским текстовима Николаја Кољаде; УК Вук, режија Стеван Бодрожа),(2017) [4]
- Драматург на представи "Плен" (текст: Џо Ортон, режија Јована Стојановић) (2017)[4]
- Драматург на представи Скоро па драма (текст: Итан Коен, режија Максим Милошевић),(2017)[4]  Представа је добила Награду за најбољу представу на фестивалу на Мећавнику који организује Емир Кустурица
- Ко-аутор и извођач плесног перформанса “Спирала ћутања” о интерсекс особама, који је изведен у ЦЗКД-у (Центар за културну деконтаминацију) (2018)
- Режија представе “Нисам била овде”, по тексту Неде Гојковић, у којој је глумила Татјана Димитријевић. Представа је заснована на животу глумице Вивијен Ли. Продукција: УК “Пароброд” и ФДУ (2018)
- Ко-аутор текста представе “И остали”, о маргинализованим члановима друштва. Премијера: УК Вук. Режија: Стеван Бодрожа. Представа је била у главној селекцији Стеријиног позорја (2018)
- Драматург на представи “Химелвег” (текст: Хуан Мајорга, режија: Максим Милошевић) (2018)
- Један од извођача у плесној представи „Cittizens Defeated“ кореографкиње Патриције Аперги (Aerites Dance Company), у оквиру Епидаурус фестивала (2018)
- Ауторски пројекат - представа “Танки зидови”. Ко-редитељ, кореограф, аутор текста, један од извођача. Премијера је била у АКУД-у “Бранко Крсмановић”, а изводила се и добијала награде на фестивалима у Србији (2018)
- Драматург на представи „Ујка Вања“ у Режији Андреја Носова, Хартефакт продукција (2019)
- Један од извођача у перформансу у режији Тома Луца, у оквиру Бијенала у Венецији (2019)
- Кореограф и један од плесача представе „Декамерон 2020“, изведене у оквиру фестивала БЕЛЕФ, Битеф Полифонија и Дани Смиљане Мандукић (2020) [5]
- Драматург на плесној представи Алиса кореографа Дејана Коларова Премијера у Народном позоришту (2021)
- Кореограф и извођач плесне минијатуре „Еколофија односа“ која је на Фестивалу кореографских минијатура добила плакету Александар Израиловски (2021)
- Драматург на драмско-плесној представи „Тачка пре засићења“ у режији Стевана Бодроже и по кореографији Тамаре Пјевић (2021)
- Један од извођача и саветник на драматургији у представи „Аплауз за Хекату“ у продукцији Театра Мимарт (2021)
- Драматург и један од извођача представе физичког театра „Вредност жене“, БАЗААРТ продукција (2021)
- Редитељ представе „4:48“, по тексту Саре Кејн, премијера у Академском позоришту „Бранко Крсмановић“ (2022)
- Драматург на плесној представи „Со земље“ кореографа Дејана Коларова (2022)
- Драматург и један од извођача плесне представе „Мазохизам“, БАЗААРТ продукција (2022)
- Ко-редитељ и драматург представе „Галеб“ (Антон Павлович Чехов) изведене поводом стогодишњице Академског позоришта „Бранко Крсмановић“, Атеље 212 (2022) [6]
- Редитељ и један од извођача у представи „Реминисценција“ насталој поводом 50 година рада и стваралаштва Неле Антоновић, у продукцији Театра Мимарт  (2022) [7]
- Аутор текста представе „Претерујеш“ у режији Милана Церовића, продукција УК „Вук Стефановић Караџић“ (2023)
- Кореограф и један од извођача представе савременог плеса „На концу“, премијерно изведеној у оквиру фестивала Калеидоскоп у Новом Саду (2023)[8]
- Драматург, ко-аутор и један од извођача представе „Порекло страха“ у продукцији Театра Мимарт (2023)

### Радио-драма
- Шах-мат[1] радио драма коју је емитовао Драмски програм Радио Београда, режија Александар Малданер. 2016.

### Филм
- Гејмери, Сценариста за кратки играни филм редитеља Николе Полића, 2015.[9]
- Син, ко-сценариста за кратки играни филм редитеља Николе Полића, 2017.[9]